# Emanuel Steward
Pour les articles homonymes, voir Steward.
Emanuel Steward est un boxeur américain reconverti en entraîneur et commentateur. Il est né le 7 juillet 1944 à Bottom Creek en Virginie-Occidentale et mort le 25 octobre 2012 à Chicago. 

## Biographie
Arrivé avec sa mère à Détroit à l'âge de 12 ans, il fréquente très tôt le Brewster Recreation Center où Joe Louis et Eddie Futch avaient l'habitude de s'entraîner et devient un boxeur amateur talentueux. Il remporte ainsi 94 de ses 97 combats et est le vainqueur des Golden Gloves en 1963 dans la catégorie poids coqs.
Steward doit cependant renoncer à sa prometteuse carrière et trouver un travail à temps plein pour aider financièrement sa famille. Embauché comme électricien, il revient rapidement dans une salle de boxe de Détroit mais cette fois en tant qu'entraîneur de son demi frère James au Kronk Gym puis de nombreux boxeurs amateurs parmi les meilleurs du pays. Ainsi, en 1971, sept d'entre eux s'imposent aux Detroit Golden Gloves.
À la fin des années 1970, il commence à entrainer des boxeurs professionnels et marque les esprits en permettant à Hilmer Kenty de décrocher le titre de champion du monde des poids légers WBA le 2 mars 1980 en battant le vénézuélien Ernesto Espana.
Il atteint le sommet de sa carrière en développant les qualités de puncheurs de Thomas Hearns et en l'aidant à devenir l'un des plus redoutables et populaires boxeurs de sa génération.
Le succès aidant, il devient propriétaire du Kronk Gym et commentateur pour la chaine HBO tout en continuant à entraîner. 

## Distinction
- Emanuel Steward est membre de l'International Boxing Hall of Fame depuis 1996.